# Walter R. Booth
Walter R. Booth (ur. 12 lipca 1869, zm. 1938) – brytyjski reżyser filmowy.

## Filmografia
- 1899: The Miser's Doom
- 1901: Undressing Extraordinary
- 1901: An Over-Incubated Baby
- 1901: Scrooge, or Marley's Ghost
- 1901: Artistic Creation
- 1901: Cheese Mites, or Lilliputians in a London Restaurant
- 1901: The Haunted Curiosity Shop
- 1901: The Magic Sword
- 1906: The '?' Motorist
- 1911: The Automatic Motorist